# Strobilanthopsis linifolia
Strobilanthopsis linifolia är en akantusväxtart som först beskrevs av T. Anders. och Charles Baron Clarke, och fick sitt nu gällande namn av Milne-redhead. Strobilanthopsis linifolia ingår i släktet Strobilanthopsis och familjen akantusväxter. Inga underarter finns listade i Catalogue of Life.